# Bernard Tomic
Bernard Tomic, född 21 oktober 1992 i Stuttgart, är en tysklandsfödd kroatisk-australisk tennisspelare.
Han vann herrarnas juniorsingel i Australiska öppna 2008. Som senior tog han sig fram till andra omgången i samma turnering 2009 men åkte ut mot Gilles Müller. 